# بخش ریو گراند
بخش ریو گراند (به اسپانیایی: Departamento Río Grande) یک منطقهٔ مسکونی در آرژانتین است که در استان تیرا دل فوئگو، آرژانتین واقع شده‌است. بخش ریو گراند ۱۲٬۱۸۱ کیلومتر مربع مساحت و ۷۰٬۰۴۲ نفر جمعیت دارد.